# Private Audition
Private Audition es el sexto álbum de estudio de la banda estadounidense Heart, lanzado en 1982.

## Lista de canciones
1. City's Burning - 4:25
2. Bright Light Girl - 3:22
3. Perfect Stranger - 3:52
4. Private Audition - 3:21
5. Angels - 2:59
6. This Man Is Mine - 3:02
7. The Situation - 4:17
8. Hey Darlin' Darlin' - 4:00
9. One Word - 4:32
10. Fast Times - 4:03
11. America - 2:34

## Créditos
- Ann Wilson - voz, guitarra, flauta
- Nancy Wilson - guitarra, voz
- Howard Leese - guitarra
- Michael DeRosier - bateríaa
- Steve Fossen - bajo